# 德布纳-米勒反应
德布纳-米勒反应（Doebner–Miller reaction），又称Skraup–Doebner–von Miller喹啉合成
芳胺与α,β-不饱和羰基化合物缩合，生成取代喹啉。
反应是以捷克化学家 Zdenko Hans Skraup (1850－1910) 以及德国化学家 Oscar Döbner (1850－1907) 和 Wilhelm von Miller (1848－1899) 的名字命名。 通过两个羰基化合物的羟醛缩合在反应中原位生成α,β-不饱和羰基化合物并进行反应的方法也称为“Beyer喹啉合成法”。
反应可为四氯化锡、三氟甲磺酸钪、碘等路易斯酸或对甲苯磺酸、高氯酸等质子酸所催化。

## 反应机理
与同为喹啉合成法的Skraup反应一样，此反应的具体机理亦有争议。2006年 Denmark 等以4-对异丙基苯胺 (1)与胡薄荷酮 (2)为原料，利用碳同位素示踪交叉实验的结果，提出如下机理（红点代表被标记的碳原子）。他们认为首先是胺对不饱和酮发生可逆的亲核共轭加成，得烃氨基酮 (3)，然后 (3) 不可逆裂解，生成亚胺 (4a)和饱和的环己酮 (4b)。上述两个产物接下来再发生缩合，生成共轭亚胺 (5)，而 (5) 再受另一分子胺的亲核共轭加成，得亚胺 (6)。(6) 发生分子内亲电加成，质子转移，得 (7)。 (7) 消除一分子胺得 (8)，最后 (8) 的苯环重新芳构化，得1,2-二氢喹啉 (9)。 由于原料不饱和酮的远端烯碳是二取代，不带氢，故二氢喹啉即反应最终产物。
反应所用的胡薄荷酮为50％三标记物与50％未标记物的混合物，标记原子为碳-13，对异丙基苯胺未被标记。NMR结果显示产物 M、M+1、M+2 和 M+3 离子峰强相等，胡薄荷酮在无胺条件下不发生裂解。通过提出上面 (3) 的裂解一步，可以成功解释上述实验结果。裂解得到的亚胺 (4a)与饱和酮 (4b)均为50％标记。标记的亚胺可分别与标记和未标记的饱和酮再缩合，未标记的亚胺也可分别与标记和未标记的饱和酮再缩合，这四种可能性的几率是相等的，因此产物中四种离子峰强也相等。